# Hatha yoga
Hatha yoga là nền tảng của tất cả các môn yoga. Hatha có nghĩa là Mặt Trời (hat) và Mặt Trăng (ha), là cân bằng giữa căng và giãn, vận động và nghỉ ngơi.